# Adolphe Quetelet

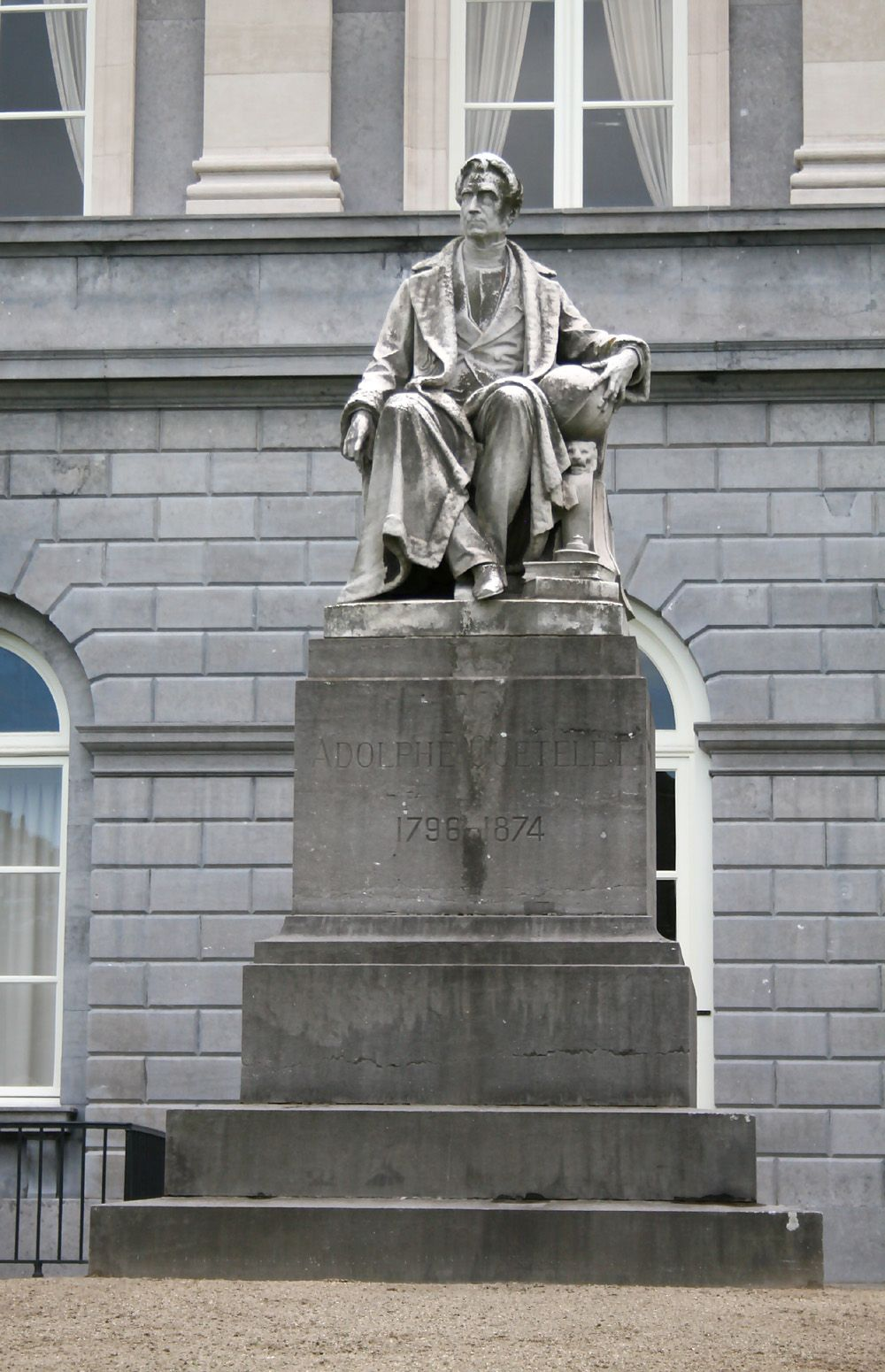
Estatua de Adolphe Quetelet

Lambert Adolphe Jacques Quetelet (pronunciación en francés: /kətlɛ/; Gante, 22 de febrero de 1796 – Bruselas, 17 de febrero de 1874) fue un astrónomo y naturalista belga, también matemático, sociólogo y estadístico.
Fundó y dirigió el Real Observatorio de Bélgica. Influyó, y también fue criticado, por la aplicación de los métodos estadísticos a las ciencias sociales.

## Biografía

### Primeros años
Adolphe Quetelet nació en Gante, en la región de Flandes, que entonces formaba parte de la nueva República Francesa. Su padre, François-Augustin-Jacques-Henri Quetelet, nació en Ham (Picardía, Francia) en 1750. Conoció en su juventud al angloirlandés James Butler, lord Caker, para quien trabajó como secretario, acompañándolo en sus viajes por varios países de Europa continental. Tras la muerte de lord Caker, se mudó a Gante, donde se casaba uno de sus hermanos. En 1790, él mismo se casó también en Gante con Anne-Françoise Vandervelde, natural de Wavre (Brabante Valón, Bélgica). Allí nació Adolphe, quinto de los nueve hijos de esta unión, varios de los cuales murieron en la infancia. Adolphe quedó huérfano de padre en 1803, con siete años de edad, y su madre se volvió a casar tres años más tarde.
Adolphe Quetelet estudió en el liceo de Gante, donde posteriormente empezó a ejercer como profesor de matemáticas en 1815, con 19 años. El 24 de julio de 1819, defendió ante la Universidad de Gante la tesis De quibusdam locis geometricis, nec non de curva focali («Acerca de algunos lugares geométricos, así como de curvas focales»). Había descubierto a los 24 años una nueva curva de tercer grado, la curva focal, que describió en su tesis, donde también explicó algunas de sus propiedades fundamentales. En octubre de 1819, dejó su ciudad natal y se instaló en Bruselas. Al año siguiente, fue nombrado miembro de la Real Academia de Ciencias, Letras y Bellas Artes de Bélgica.
En 1822 se descubrieron las grutas de Han. A Quetelet y al químico Jean Kickx se les encomendó una misión científica a estas grutas. Las visitaron en agosto de ese año y entregaron un informe a la Academia.

### Observatorio de Bruselas
A partir de 1823, desarrolló la idea de crear un observatorio en las provincias meridionales del Reino Unido de los Países Bajos (actual Bélgica), donde consideró que existía una brecha en materia científico-técnica respecto de las provincias septentrionales (actuales Países Bajos). Dejó testimonio de ello en la correspondencia que mantuvo con el astrónomo francés Alexis Bouvard. Quetelet envió su propuesta al ministro de Instrucción Pública Anton Reinhard Falck, que le dio su visto bueno. Gracias a la protección y la amistad de Falck, Quetelet fue enviado a París para adquirir formación en cálculo astronómico y en manejo del instrumental.
En 1823, visitó el Observatorio de París, donde se encontró con François Arago y Alexis Bouvard. Fue influenciado por Laplace, Poisson y Fourier, con quienes estudió la estadística, que acabó elevando al rango de ciencia.
En 1825, fundó junto con Jean-Guillaume Garnier la publicación Correspondance mathématique et physique, que contó con la participación de académicos belgas y extranjeros, como Bouvard, Ampère, Poncelet, Hamilton o Van Rees. El propio Quetelet introdujo en esta publicación sus primeras investigaciones en estadística. El mismo año, Quetelet entró a formar parte de un pequeño círculo político y literario fundado por Sylvain Van de Weyer y denominado Les Douze («Los Doce»). El círculo tuvo una duración breve: fue disuelta por sospechas de sedición.
El 27 de diciembre de 1826, se creó por real decreto el Museo de Ciencias y Letras, donde Quetelet pudo impartir clases de historia de la ciencia.
Seis meses antes, el 8 de junio de 1826, se ordenó, también por real decreto, la creación del Observatorio de Bruselas. Quetelet recibió la tarea de elaborar los planos del establecimientos y posteriormente la de adquirir los instrumentos necesarios para el Observatorio. Para ello, viajó al año siguiente, en compañía de su amigo Dandelin, a Inglaterra y Escocia, donde visitó los principales observatorios británicos y se reunió con los principales eruditos de allí. A su vuelta, fue nombrado director del Observatorio, cargo por el que tuvo que dejar su actividad docente, salvo las clases que daba en el Museo.
Los retrasos en la construcción del edificio impulsaron a Quetelet a emprender un viaje científico a Alemania y otro a Francia, Suiza e Italia. Para cuando se produjo la revolución belga de 1830, que supondría nuevos retrasos, se encontraba en Roma. El Observatorio finalmente pudo abrir sus puertas en 1832.

### Madurez
En 1834, Quetelet fue nombrado secretario permanente de la Real Academia de Bélgica.
Presidió el primer Congreso Internacional de Estadística, celebrado en Bruselas en 1853 . El mismo año, participó en la primera conferencia marítima internacional en Bruselas para promover el intercambio de datos meteorológicos. Esta cooperación condujo a la creación de la Organización Meteorológica Internacional en 1873.
Fue miembro de varias sociedades eruditas, y fue el primer miembro no estadounidense de la American Statistical Association.

### Vida personal
Se casó en 1824 con Cécile Curtet, hija del médico francés Antoine Curtet. Tuvieron un hijo y una hija.

## Aportes
Quetelet aplicó métodos a conjuntos y es reconocido como uno de los padres de la Estadística moderna. Aplicó el método estadístico al estudio de la sociología.
El índice de Quetelet o índice de masa corporal es actualmente utilizado internacionalmente para determinar la obesidad.
Quetelet es también célebre por desarrollar la noción de «hombre promedio» (l'homme moyen) y por su aplicación de la estadística a la criminología.
En cuanto a su obra de la Física social podemos mencionar tres conclusiones fundamentales:
1. El delito es un fenómeno social que puede conocerse y determinarse estadísticamente.
2. Los delitos se cometen año con año con absoluta regularidad y precisión.
3. los factores que influyen como causas de la actividad delictuosa son: el clima, la pobreza, la miseria, el analfabetismo, etc.

## Obras
Destacan sus obras:
- Sobre el hombre y el desarrollo de las facultades humanas: Ensayo sobre física social de 1835 (L'homme et le développement de ses facultés, ou Essai de physique sociale). ISBN 0-8201-1061-2
- La antropometría, o medida de las diferentes facultades del hombre, 1871

Otras obras se enumeran a continuación:
- Relation d'un voyage fait à la grotte de Han au mois d'août 1822, par MM. Kickx et Quételet, 1823
- Recherches sur la population, les naissances, les décès, les prisons, les dépôts de mendicité, etc., dans le royaume des Pays-Bas, 1827
- Recherches statistiques sur le royaume des Pays-Bas (1829) en línea
- The Propensity to Crime. 1831
- Astronomie élémentaire, 1834
- Sur l'homme et le développement de ses facultés, ou Essai de physique sociale (2 vols., 1835) en línea 1 2
- De l'influence des saisons sur la mortalité aux différens âges dans la Belgique, 1838
- Catalogue des principales apparitions d'étoiles filantes, 1839
- A Treatise on Man and the Development of His Faculties. 1842
- Sur l'emploi de la boussole dans les mines, 1843 en línea
- Sur le climat de la Belgique (2 vols. 1845-1851) en línea 1 2
- Du système social et des lois qui le régissent, 1848
- Sur la statistique morale et les principes qui doivent en former la base, 1848
- Mémoire sur les lois des naissances et de la mortalité à Bruxelles, v. 1850
- Mémoire sur les variations périodiques et non périodiques de la température, d'après les observations faites, pendant vingt ans, à l'observatoire royal de Bruxelles, 1853 en línea
- Histoire des sciences mathématiques et physiques chez les Belges, 1864
- Météorologie de la Belgique comparée à celle du globe, 1867 en línea
- Sciences mathématiques et physiques au commencement du XIXe siècle, 1867 en línea
- Sur la physique du globe en Belgique, v. 1869 en línea
- Anthropométrie, ou Mesure des différentes facultés de l'homme, 1870
- Sur les anciens recensements de la population belge (s. d.) 38 pp. 1870
- Théorie des probabilités (s. d.)

## Honores

### Eponimia
- El cráter lunar Quetelet lleva este nombre en su memoria.[17]
- El asteroide (1239) Queteleta también conmemora su nombre.[18]
- (Orchidaceae) Queteletia Blume[19]
- La abreviatura «Quételet» se emplea para indicar a Adolphe Quetelet como autoridad en la descripción y clasificación científica de los vegetales.[20]